# Estación de Colonia Ramírez
Colonia Ramírez fue un apeadero ferroviario situado en el municipio español de Alcorcón, en la provincia de Madrid, estando localizadas sus instalaciones en la zona oeste de esta ciudad. El apeadero formaba parte la línea Madrid-Almorox, que estuvo en servicio entre 1891 y 1970.

## Situación ferroviaria
Las instalaciones se encontraban situadas en el punto kilómetro 12,000 de la línea férrea de vía estrecha Madrid-Almorox.

## Características
Las instalaciones fueron inauguradas en el año 1891, concretamente el 15 de julio, igual que el resto de la línea. Originalmente la explotación fue llevada a cabo por el organismo de Explotación de Ferrocarriles por el Estado, labor que años después ejerció la empresa Ferrocarriles Españoles de Vía Estrecha. Este apeadero se cerró con motivo del cierre de la línea, en su proceso de transformación a una línea férrea ancho ibérico, el 30 de junio de 1970. Actualmente no queda ningún resto de este apeadero, que se encontraba situado a unos metros de la antigua N-V, actual Avenida de Móstoles.